# Sollevamento pesi ai Giochi della XXVIII Olimpiade - 85 kg maschile

## Risultati
| Pos     | Atleta               | Nazione       | Strappo (kg) | Slancio (kg) | Totale (kg) |
| ------- | -------------------- | ------------- | ------------ | ------------ | ----------- |
| Oro     | Giorgi Asanidze      | Georgia       | 177.5        | 205.0        | 382.5       |
| Argento | Andrėj Rybakoŭ       | Bielorussia   | 180.0        | 200.0        | 380.0       |
| Bronzo  | Pyrros Dīmas         | Grecia        | 175.0        | 202.5        | 377.5       |
| 4       | Geōrgios Markoulas   | Grecia        | 167.5        | 205.0        | 372.5       |
| 5       | Yuan Aijun           | Cina          | 167.5        | 205.0        | 372.5       |
| 6       | Aljaksandr Aniščanka | Bielorussia   | 170.0        | 200.0        | 370.0       |
| 7       | Tigran Martirosyan   | Armenia       | 167.5        | 200.0        | 367.5       |
| 8       | Song Jong-shik       | Corea del Sud | 160.0        | 200.0        | 360.0       |
| 9       | Héctor Ballesteros   | Colombia      | 157.5        | 197.5        | 355.0       |
| 10      | Oscar Chaplin III    | Stati Uniti   | 160.0        | 190.0        | 350.0       |
| 11      | Ulanbek Moldodosov   | Kirghizistan  | 150.0        | 192.5        | 342.5       |
| 12      | Richard Scheer       | Seychelles    | 140.0        | 165.0        | 305.0       |
| 13      | Meamea Thomas        | Kiribati      | 130.0        | 162.5        | 292.5       |
| 14      | Julian McWatt        | Guyana        | 125.0        | 147.5        | 272.5       |
| —       | Sergo Chakhoyan      | Australia     | 175.0        | —            | dnf         |
| —       | David Matam          | Francia       | 167.5        | —            | dnf         |
| —       | Valeriu Calancea     | Romania       | 160.0        | —            | dnf         |
| —       | Hamza Abughalia      | Libia         | 147.5        | —            | dnf         |
| —       | Chaehoi Fatihou      | Comore        | —            | —            | dnf         |
| —       | İzzet İnce           | Turchia       | —            | —            | dnf         |
| —       | Zaur Tachušev        | Russia        | —            | —            | dnf         |